# Liste des monuments historiques de Honfleur
Cet article recense les monuments historiques de Honfleur, en France.

## Liste
| Monument                                                  | Adresse                                             | Coordonnées                      | Notice         | Protection     | Date      | Illustration                                              |
| --------------------------------------------------------- | --------------------------------------------------- | -------------------------------- | -------------- | -------------- | --------- | --------------------------------------------------------- |
| Avant-port                                                |                                                     | 49° 25′ 20″ nord, 0° 14′ 05″ est | « PA00135499 » | Inscrit        | 1995 1996 | Avant-port                                                |
| Église Sainte-Catherine                                   |                                                     | 49° 25′ 16″ nord, 0° 13′ 57″ est | « PA00111390 » | Classé         | 1875      | Église Sainte-Catherine                                   |
| Église Saint-Étienne                                      |                                                     | 49° 25′ 11″ nord, 0° 14′ 01″ est | « PA00111391 » | Classé         | 1932      | Église Saint-Étienne                                      |
| Église Saint-Léonard                                      | Place Saint-Léonard                                 | 49° 25′ 03″ nord, 0° 14′ 06″ est | « PA00111392 » | Classé         | 1980      | Église Saint-Léonard                                      |
| Grenier à sel                                             | Quai de la Tour                                     | 49° 25′ 10″ nord, 0° 14′ 05″ est | « PA00111393 » | Classé         | 1916      | Grenier à sel                                             |
| Grenier à sel                                             | Quai de la Tour                                     | 49° 25′ 09″ nord, 0° 14′ 05″ est | « PA00111394 » | Classé         | 1916      | Grenier à sel                                             |
| Hospice                                                   | Place Jean-de-Vienne                                | 49° 25′ 28″ nord, 0° 13′ 42″ est | « PA00111395 » | Inscrit        | 1975      | Hospice                                                   |
| Hôtel de ville                                            |                                                     | 49° 25′ 13″ nord, 0° 14′ 04″ est | « PA00111826 » | Inscrit        | 1989      | Hôtel de ville                                            |
| Immeuble                                                  | 15 rue Haute                                        | 49° 25′ 19″ nord, 0° 13′ 57″ est | « PA00111396 » | Inscrit        | 1954      | Immeuble                                                  |
| Immeuble                                                  | 2 rue de la Prison                                  | 49° 25′ 11″ nord, 0° 14′ 01″ est | « PA00111397 » | Classé         | 1932      | Immeuble                                                  |
| Immeuble                                                  | 4 rue de la Prison                                  | 49° 25′ 11″ nord, 0° 14′ 01″ est | « PA00111398 » | Classé         | 1932      | Immeuble                                                  |
| Lieutenance                                               |                                                     | 49° 25′ 16″ nord, 0° 14′ 01″ est | « PA00111389 » | Classé         | 1909      | Lieutenance                                               |
| Maison                                                    | 28 rue Haute                                        | 49° 25′ 20″ nord, 0° 13′ 56″ est | « PA00111400 » | Inscrit        | 1930      | Maison                                                    |
| Maison                                                    | 30 rue Haute                                        | 49° 25′ 20″ nord, 0° 13′ 56″ est | « PA00111401 » | Inscrit        | 1930      | Maison                                                    |
| Maison                                                    | 2 quai Sainte-Catherine                             | 49° 25′ 16″ nord, 0° 14′ 00″ est | « PA00111434 » | Inscrit        | 1933      | Maison                                                    |
| Maison                                                    | 4 quai Sainte-Catherine                             | 49° 25′ 16″ nord, 0° 14′ 00″ est | « PA00111433 » | Inscrit        | 1933      | Maison                                                    |
| Maison                                                    | 6, 8 quai Sainte-Catherine                          | 49° 25′ 16″ nord, 0° 14′ 00″ est | « PA00111432 » | Inscrit        | 1933      | Maison                                                    |
| Maison                                                    | 10 quai Sainte-Catherine                            | 49° 25′ 16″ nord, 0° 13′ 59″ est | « PA00111431 » | Inscrit        | 1933      | Maison                                                    |
| Maison                                                    | 12 quai Sainte-Catherine                            | 49° 25′ 16″ nord, 0° 13′ 59″ est | « PA00111430 » | Inscrit        | 1933      | Maison                                                    |
| Maison                                                    | 14 quai Sainte-Catherine                            | 49° 25′ 16″ nord, 0° 13′ 59″ est | « PA00111429 » | Inscrit        | 1933      | Maison                                                    |
| Maison                                                    | 16 quai Sainte-Catherine                            | 49° 25′ 16″ nord, 0° 13′ 59″ est | « PA00111428 » | Inscrit        | 1933      | Maison                                                    |
| Maison                                                    | 18 quai Sainte-Catherine                            | 49° 25′ 16″ nord, 0° 13′ 59″ est | « PA00111427 » | Inscrit        | 1933      | Maison                                                    |
| Maison                                                    | 20 quai Sainte-Catherine                            | 49° 25′ 15″ nord, 0° 13′ 59″ est | « PA00111426 » | Inscrit        | 1933      | Maison                                                    |
| Maison                                                    | 22 quai Sainte-Catherine                            | 49° 25′ 15″ nord, 0° 13′ 58″ est | « PA00111425 » | Inscrit        | 1933      | Maison                                                    |
| Maison                                                    | 24 quai Sainte-Catherine                            | 49° 25′ 15″ nord, 0° 13′ 58″ est | « PA00111422 » | Inscrit        | 1933      | Maison                                                    |
| Maison                                                    | 26 quai Sainte-Catherine                            | 49° 25′ 15″ nord, 0° 13′ 58″ est | « PA00111424 » | Inscrit        | 1933      | Maison                                                    |
| Maison                                                    | 28 quai Sainte-Catherine                            | 49° 25′ 15″ nord, 0° 13′ 58″ est | « PA00111423 » | Inscrit        | 1933      | Maison                                                    |
| Maison                                                    | 30 quai Sainte-Catherine                            | 49° 25′ 15″ nord, 0° 13′ 58″ est | « PA00111421 » | Inscrit        | 1933      | Maison                                                    |
| Maison                                                    | 32 quai Sainte-Catherine                            | 49° 25′ 15″ nord, 0° 13′ 58″ est | « PA00111420 » | Inscrit        | 1933      | Maison                                                    |
| Maison                                                    | 34 quai Sainte-Catherine                            | 49° 25′ 15″ nord, 0° 13′ 58″ est | « PA00111418 » | Inscrit        | 1933      | Maison                                                    |
| Maison                                                    | 36 quai Sainte-Catherine                            | 49° 25′ 14″ nord, 0° 13′ 57″ est | « PA00111416 » | Inscrit        | 1933      | Maison                                                    |
| Maison                                                    | 38 quai Sainte-Catherine                            | 49° 25′ 14″ nord, 0° 13′ 57″ est | « PA00111414 » | Inscrit        | 1933      | Maison                                                    |
| Maison                                                    | 40 quai Sainte-Catherine                            | 49° 25′ 14″ nord, 0° 13′ 57″ est | « PA00111412 » | Inscrit        | 1933      | Maison                                                    |
| Maison                                                    | 42 quai Sainte-Catherine                            | 49° 25′ 14″ nord, 0° 13′ 57″ est | « PA00111411 » | Inscrit        | 1933      | Maison                                                    |
| Maison                                                    | 44 quai Sainte-Catherine                            | 49° 25′ 14″ nord, 0° 13′ 57″ est | « PA00111410 » | Inscrit        | 1933      | Maison                                                    |
| Maison                                                    | 46 quai Sainte-Catherine                            | 49° 25′ 14″ nord, 0° 13′ 57″ est | « PA00111409 » | Inscrit        | 1933      | Maison                                                    |
| Maison                                                    | 48 quai Sainte-Catherine                            | 49° 25′ 14″ nord, 0° 13′ 57″ est | « PA00111408 » | Inscrit        | 1933      | Maison                                                    |
| Maison                                                    | 50 quai Sainte-Catherine                            | 49° 25′ 14″ nord, 0° 13′ 57″ est | « PA00111407 » | Inscrit        | 1933      | Maison                                                    |
| Maison                                                    | 52 quai Sainte-Catherine                            | 49° 25′ 14″ nord, 0° 13′ 57″ est | « PA00111406 » | Inscrit        | 1933      | Maison                                                    |
| Maison                                                    | 54 quai Sainte-Catherine                            | 49° 25′ 14″ nord, 0° 13′ 57″ est | « PA00111405 » | Inscrit        | 1933      | Maison                                                    |
| Maison                                                    | 56 quai Sainte-Catherine                            | 49° 25′ 14″ nord, 0° 13′ 57″ est | « PA00111404 » | Inscrit        | 1933      | Maison                                                    |
| Maison                                                    | 58 quai Sainte-Catherine                            | 49° 25′ 13″ nord, 0° 13′ 57″ est | « PA00111403 » | Inscrit        | 1933      | Maison                                                    |
| Maison                                                    | 60 quai Sainte-Catherine                            | 49° 25′ 13″ nord, 0° 13′ 57″ est | « PA00111402 » | Inscrit        | 1933      | Maison                                                    |
| Maison                                                    | 62 quai Sainte-Catherine                            | 49° 25′ 13″ nord, 0° 13′ 57″ est | « PA00111413 » | Inscrit        | 1933      | Maison                                                    |
| Maison                                                    | 64 quai Sainte-Catherine                            | 49° 25′ 13″ nord, 0° 13′ 56″ est | « PA00111415 » | Inscrit        | 1933      | Maison                                                    |
| Maison                                                    | 66 quai Sainte-Catherine                            | 49° 25′ 13″ nord, 0° 13′ 56″ est | « PA00111417 » | Inscrit        | 1933      | Maison                                                    |
| Maison                                                    | 68 quai Sainte-Catherine                            | 49° 25′ 12″ nord, 0° 13′ 56″ est | « PA00111419 » | Inscrit        | 1933      | Maison                                                    |
| Maison de Jean-François Doublet                           | 31 rue des Capucins                                 | 49° 25′ 17″ nord, 0° 13′ 49″ est | « PA00111399 » | Inscrit        | 1988      | Maison de Jean-François Doublet                           |
| Maisons Satie                                             | 88, 90 rue Haute                                    | 49° 25′ 24″ nord, 0° 13′ 49″ est | « PA00111840 » | Inscrit        | 1992      | Maisons Satie                                             |
| Manoir de Conti                                           |                                                     | 49° 25′ 08″ nord, 0° 11′ 51″ est | « PA00111435 » | Classé Détruit | 1927 1999 | Manoir de Conti                                           |
| Manoir du Désert                                          | Chemin du Buquet                                    | 49° 24′ 23″ nord, 0° 14′ 12″ est | « PA00111436 » | Classé         | 1928      | Image manquante Téléverser                                |
| Manoir Quiquengrogne                                      | 28, 30, 32 rue de la Bavole                         | 49° 25′ 09″ nord, 0° 13′ 45″ est | « PA00111437 » | Inscrit        | 1975      | Manoir Quiquengrogne                                      |
| Manoir de Roncheville                                     | 6 place Arthur-Boudin                               | 49° 25′ 11″ nord, 0° 14′ 04″ est | « PA00111438 » | Inscrit Classé | 1985 1990 | Manoir de Roncheville                                     |
| Manoir Vigneron                                           | 8 rue de la Prison                                  | 49° 25′ 10″ nord, 0° 14′ 02″ est | « PA00111439 » | Classé         | 1932      | Manoir Vigneron                                           |
| Prison                                                    |                                                     | 49° 25′ 11″ nord, 0° 14′ 01″ est | « PA00111440 » | Classé         | 1932      | Image manquante Téléverser                                |
| Propriété de Paul-Élie Gernez                             | 92, 94, 96 rue Haute 69, 71, 73 boulevard Charles-V | 49° 25′ 25″ nord, 0° 13′ 49″ est | « PA00132891 » | Inscrit Classé | 1994 1996 | Propriété de Paul-Élie Gernez                             |
| Puits de l'angle de la rue du Puits et de la rue Bucaille | Rue du Puits Rue Bucaille                           | 49° 25′ 13″ nord, 0° 13′ 43″ est | « PA00111442 » | Inscrit        | 1930      | Puits de l'angle de la rue du Puits et de la rue Bucaille |
| Puits du musée du Vieux Honfleur                          | Cour du musée du Vieux Honfleur                     | 49° 25′ 10″ nord, 0° 14′ 01″ est | « PA00111441 » | Classé         | 1932      | Puits du musée du Vieux Honfleur                          |
| Rempart                                                   |                                                     | 49° 25′ 10″ nord, 0° 14′ 00″ est | « PA00111443 » | Classé         | 1932      | Rempart                                                   |